# Taurus Armas
A Taurus Armas (ou simplesmente Taurus, anteriormente denominada como Forjas Taurus) é uma fabricante de armas de fogo brasileira sediada na cidade de São Leopoldo, no estado do Rio Grande do Sul, Brasil. Fundada em 1939 na cidade de Porto Alegre, a Taurus hoje é a maior fabricante de armas de fogo do Brasil, tendo fabricado cerca de 260 mil armas somente nos três primeiros meses de 2020 e mais de 1,4 milhão em 2021, apenas no Brasil.
Atualmente, é a maior exportadora de armas de fogo estrangeira para o mercado estadunidense, superando a fabricante austríaca Glock. Ela também exporta seus produtos para mais de 70 países e emprega mais de 3.200 funcionários.

## História

### Fundação e primeiros anos

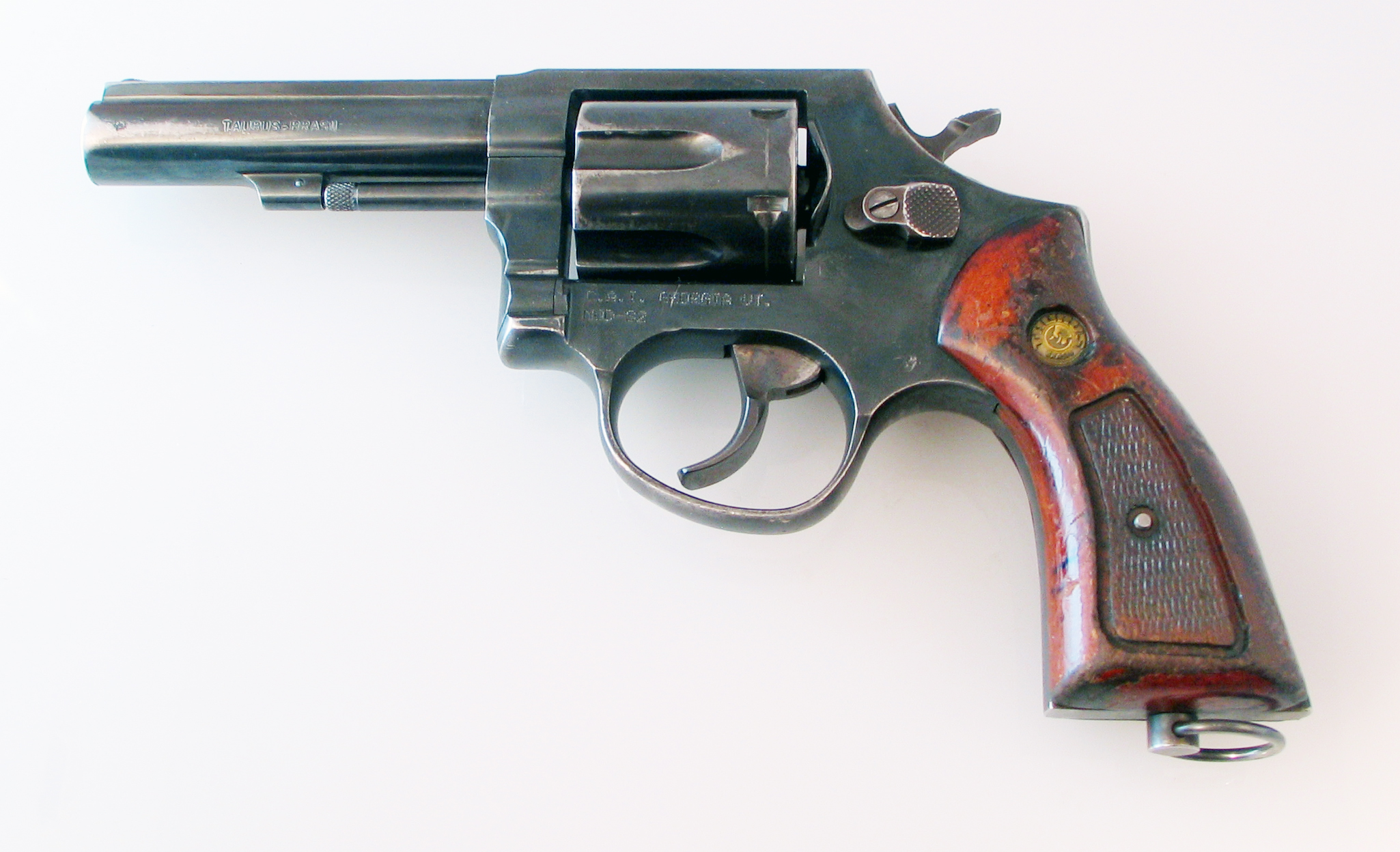
Taurus 82, modelo baseado no Smith & Wesson 10

Havia uma grande tensão no Brasil antes da Segunda Guerra Mundial estourar. O presidente Getúlio Vargas nesta época, incentivava a indústria metalúrgica a se preparar para iniciar a produção de armas, explosivos e material bélico, caso o conflito se iniciasse.
Estes incentivos estimularam um grupo de empresários composto pelos amigos João Kluwe Júnior, Ademar Orlando Zanchi, Oscar Henrique Purper, Eugênio Ervin Hausen, Herbert Müller e João Guilherme Wallig a se unirem e fundarem as Forjas Taurus, no ano de 1939. A empresa encomendou seus primeiros equipamentos diretamente da Alemanha, porém, com o início da guerra, não se pode mais importar as máquinas. Devido as limitações para conseguir maquinário e aço, a empresa construiu seus próprios equipamentos, máquinas, fornos de gaseificação e começou a operar.
Em 1942, a Taurus lançava seus primeiros revólveres e sete anos mais tarde, em 1949, a empresa tornou-se uma sociedade anônima.
Em 1950, foi inaugurada sua fábrica e antiga sede em Porto Alegre, ficava localizada na Avenida do Forte, 511. Na década de 60, com o aumento de sua estrutura e capacidade de produção, a Taurus passou a exportar parte de sua produção, exportando suas primeiras armas para os Estados Unidos a partir de 1968.

### Crescimento
Em 1970, a Bangor Punta Corporation comprou 51% das ações da Taurus, na época, a companhia era a dona da Smith & Wesson e a aquisição permitiu uma troca de tecnologia e designs entre as duas fabricantes. Na mesma época, a Taurus incorporou a fabricante de ferramentas inglesa Ifesteel, e com isso, as Forjas Taurus mudaram de razão social para Taurus Ferramentas Ltda., passando também a fabricar ferramentas e acessórios. Em 1977, a Taurus foi comprada pela Polimetal e iniciou seu processo de expansão.

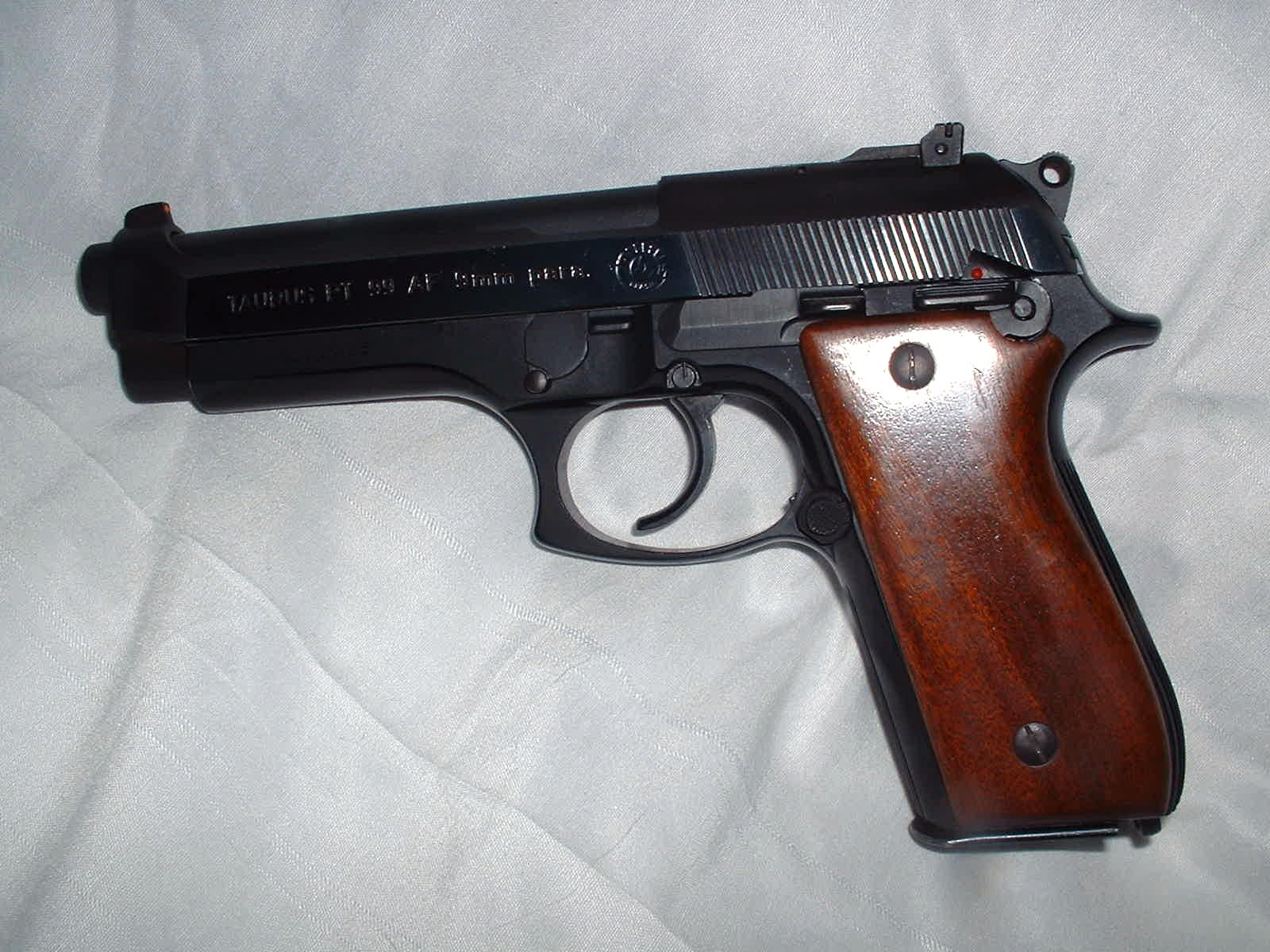
Taurus PT 99 da primeira geração

Em 1980, a Taurus comprou a filial brasileira da fabricante de armas italiana Beretta, cuja fábrica ficava em São Paulo - seis anos antes, a Beretta instalou esta fábrica no Brasil para fabricar as pistolas Beretta 92 e submetralhadoras M12 como parte de um contrato com o Exército Brasileiro. Com a venda da fábrica, o maquinário e as patentes originais das armas fabricadas ali passaram a pertencer a Taurus, que desenvolveu suas pistolas PT92 e PT51 baseadas nos projetos antigos da Beretta.
Um ano depois, em 1981, era fundada a Taurus International Manufacturing Inc. (TIMI) em Miami, na Flórida, passando a representar e distribuir as armas da Taurus no mercado norte americano, já em 1983, era criada a Taurus Blindagem, empresa fabricante de coletes balísticos, capacetes e escudos. A empresa foi pioneira no uso de Kevlar para fabricação de seus produtos no Brasil.
Ainda na década de 80, a Taurus iniciou a produção do revólver modelo 85, um dos revólveres da marca de maior sucesso comercial até hoje. Também começou a representar no Brasil e fabricar alguns modelos de armas de pressão da espanhola Gamo.[carece de fontes?]
Entre meados da década de 90 e início dos anos 2000, a Taurus lançou diversos modelos de arma, como as pistolas PT 940, PT 24/7, a linha de pistolas Millennium e os revólveres Raging Bull, Tracker e Judge. Em 1997, fechou um acordo estratégico com a Rossi e assumiu os direitos de produção exclusiva dos revólveres da fabricante.

No ano de 2004, fechou parceria com a fabricante de ferramentas Famastil e abriu uma fábrica em Gramado, no estado do Rio Grande do Sul para produzir as ferramentas da marca Taurus. Em 2008, comprou e assumiu a produção de armas longas da Rossi, passando a fabricar rifles, carabinas e espingardas também, além de possuir os direitos e a licença da marca Rossi para a fabricação de armas de fogo.

Logotipo da Taurus utilizado até 2017, quando foi substituído pelo atual

Em 2012, a Taurus comprou a fabricante de armas estadunidense Heritage Manufacturing.

### Nova Taurus
Em 2015, com a aprovação do CADE, a Companhia Brasileira de Cartuchos passou a controlar 52,67% das ações da Taurus. Após a aquisição, muitas mudanças internas começaram. Em 2019, a Taurus anunciou a mudança de sua razão social de "Forjas Taurus S.A." para "Taurus Armas S.A." devido a mudança do seu setor de atuação, passando a produzir exclusivamente armas de fogo e acessórios. Com isto, a Taurus alterou seus tickers de negociação na B3 que eram FJTA3 e FJTA4 para TASA3 e TASA4.
Ainda em 2019, anunciou a mudança da sede da Taurus International Manufacturing Inc. para a cidade de Bainbridge, na Georgia. Em 2020, a Taurus anunciou que transferiria a produção das pistolas TS9 Striker para sua filial nos Estados Unidos, também anunciou uma parceria com a metalúrgica Joalmi para a produção de acessórios e carregadores de armas de fogo.
Atualmente possui 3 plantas industriais, sendo duas situadas no Brasil, no Rio Grande do Sul e no Paraná e outra em Bainbridge, nos Estados Unidos.

## Produtos

### Pistolas

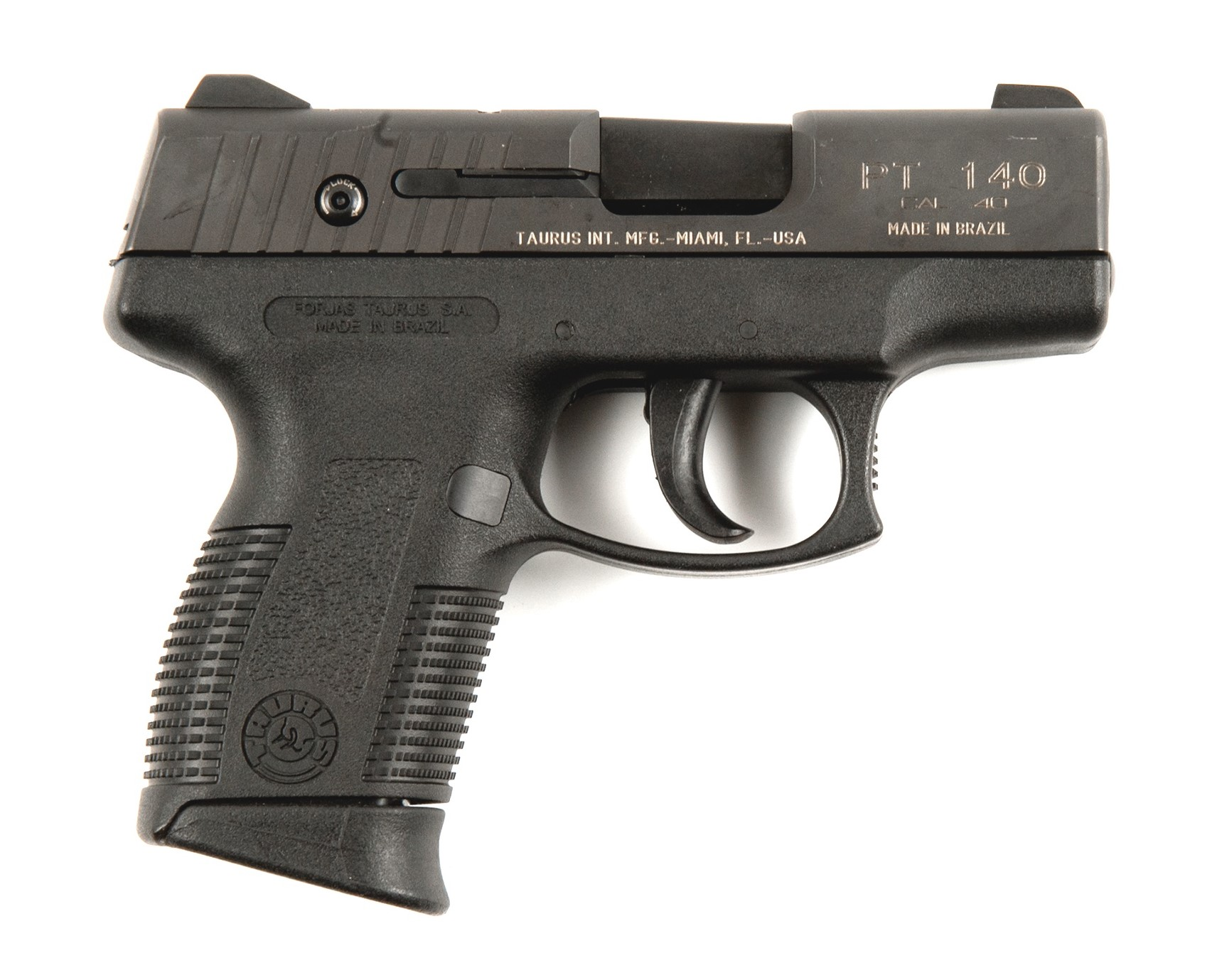
Pistola Taurus PT 140 Millennium Pro

- Taurus Millennium (modelos 111, 140, 145 e 745)Pistola Taurus PT138 Millennium

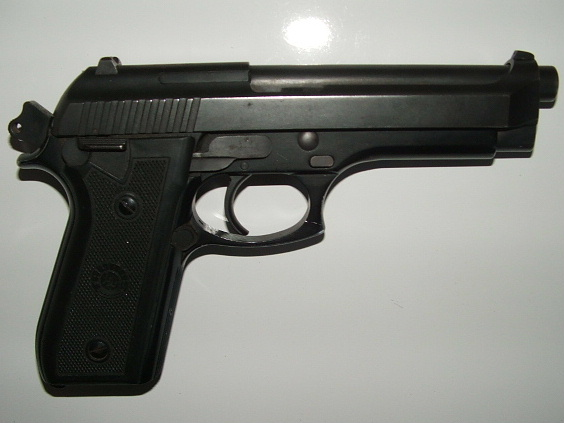
Pistola Taurus PT 92

- Taurus PT22
- Taurus PT25
- PT 24/7

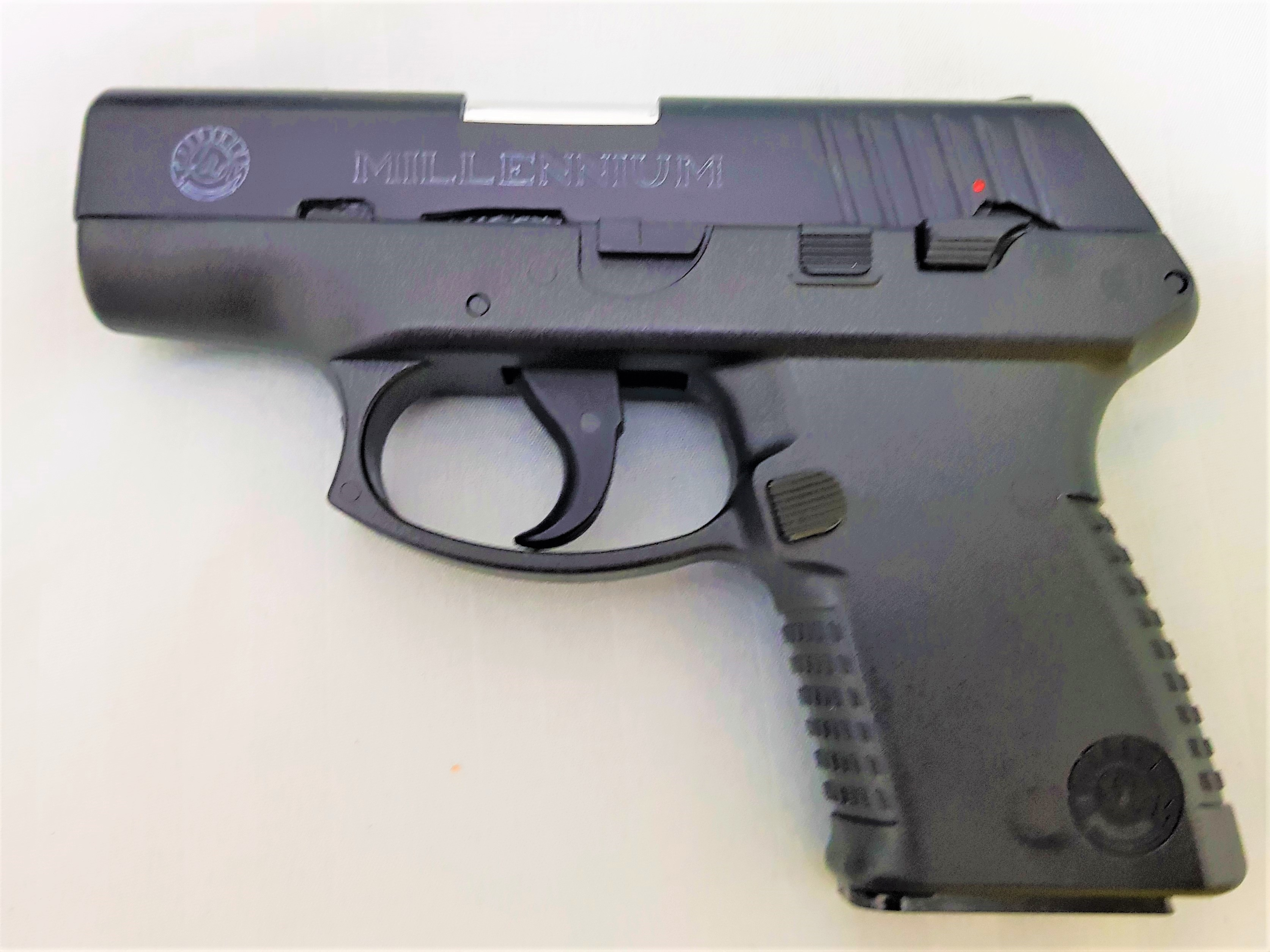
Pistola Taurus PT138 Millennium

- PT92 (modelos 92, 99, 100 e 101)Pistola Taurus PT 92

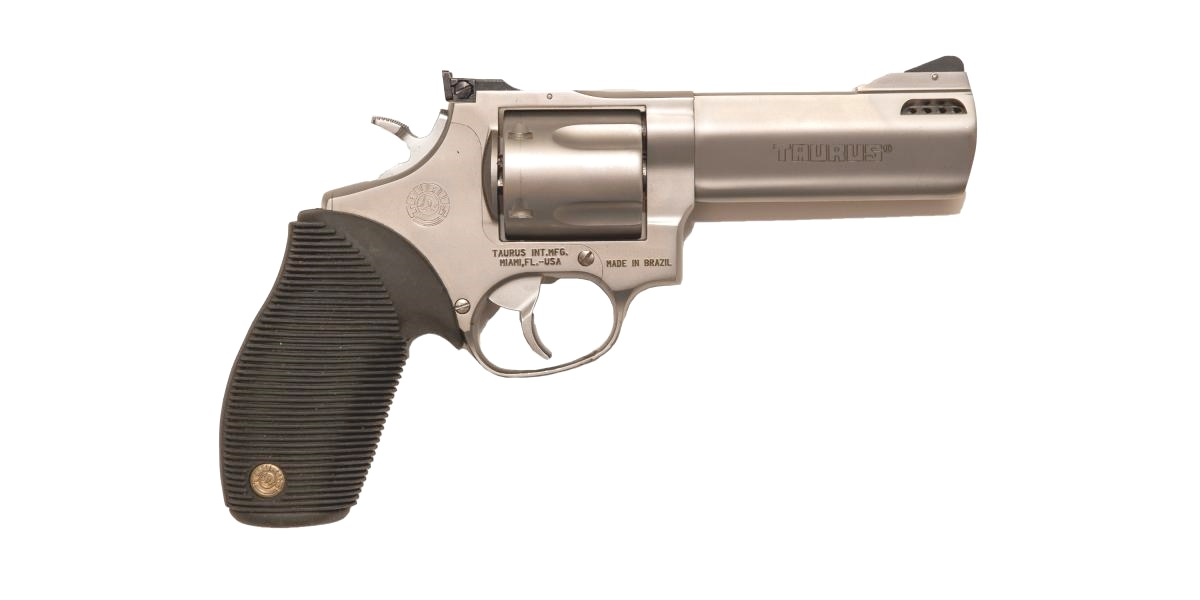
Revólver Taurus Tracker

- PT1911
- Taurus PT 938
- Taurus PT 940
- Taurus PT 838c

### Revólveres
Frame pequeno
- Taurus 327
- Taurus 431
- Taurus 405
- Taurus 445
- Taurus 605
- Taurus 606
- Taurus CIA (modelos 650 e 850)
- Taurus Protector (modelos 651 e 851)
- Taurus 85 (modelos 856 e 85 Ultralite)Revólver Taurus 85 Ultralite

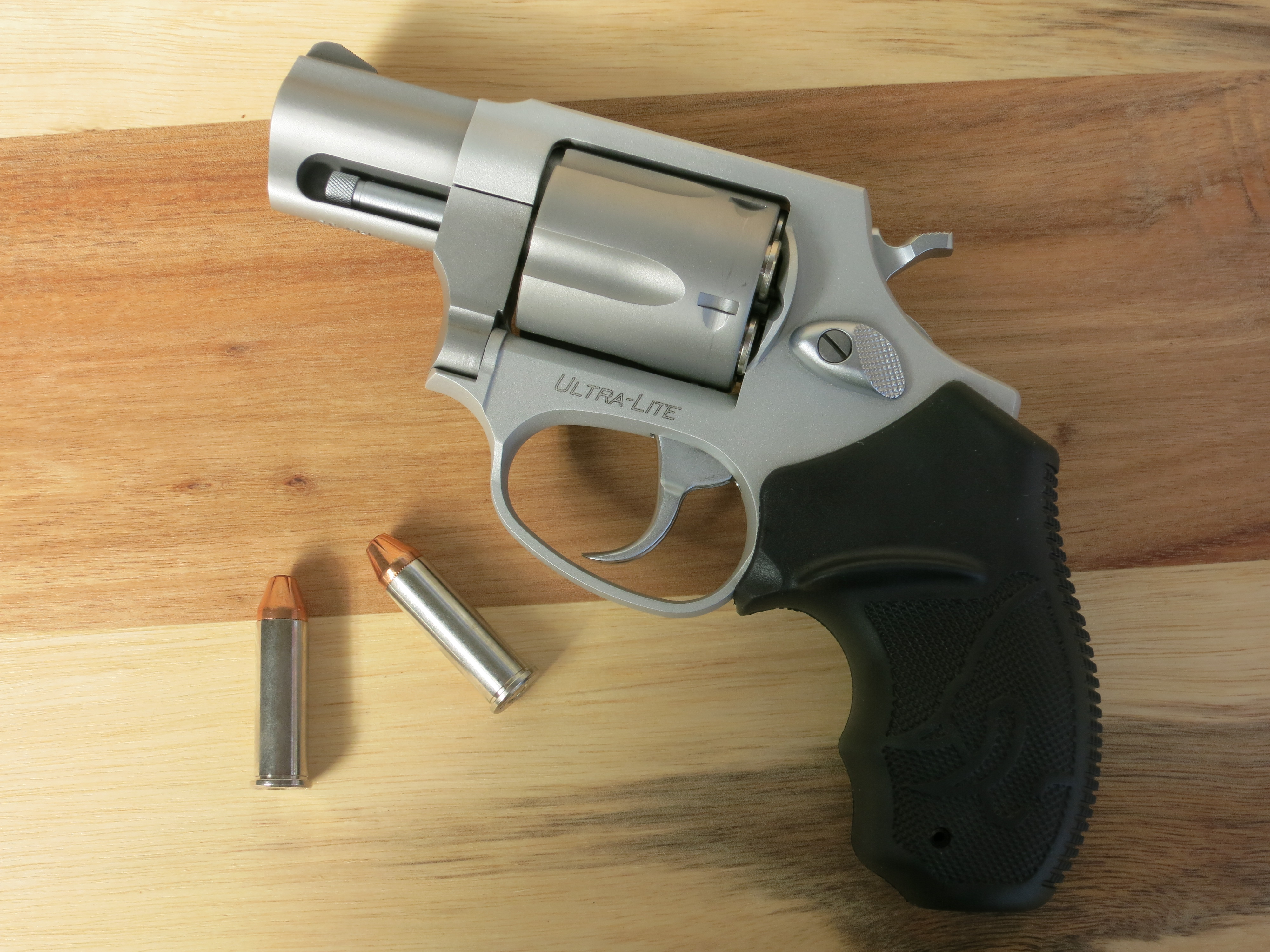
Revólver Taurus 85 Ultralite

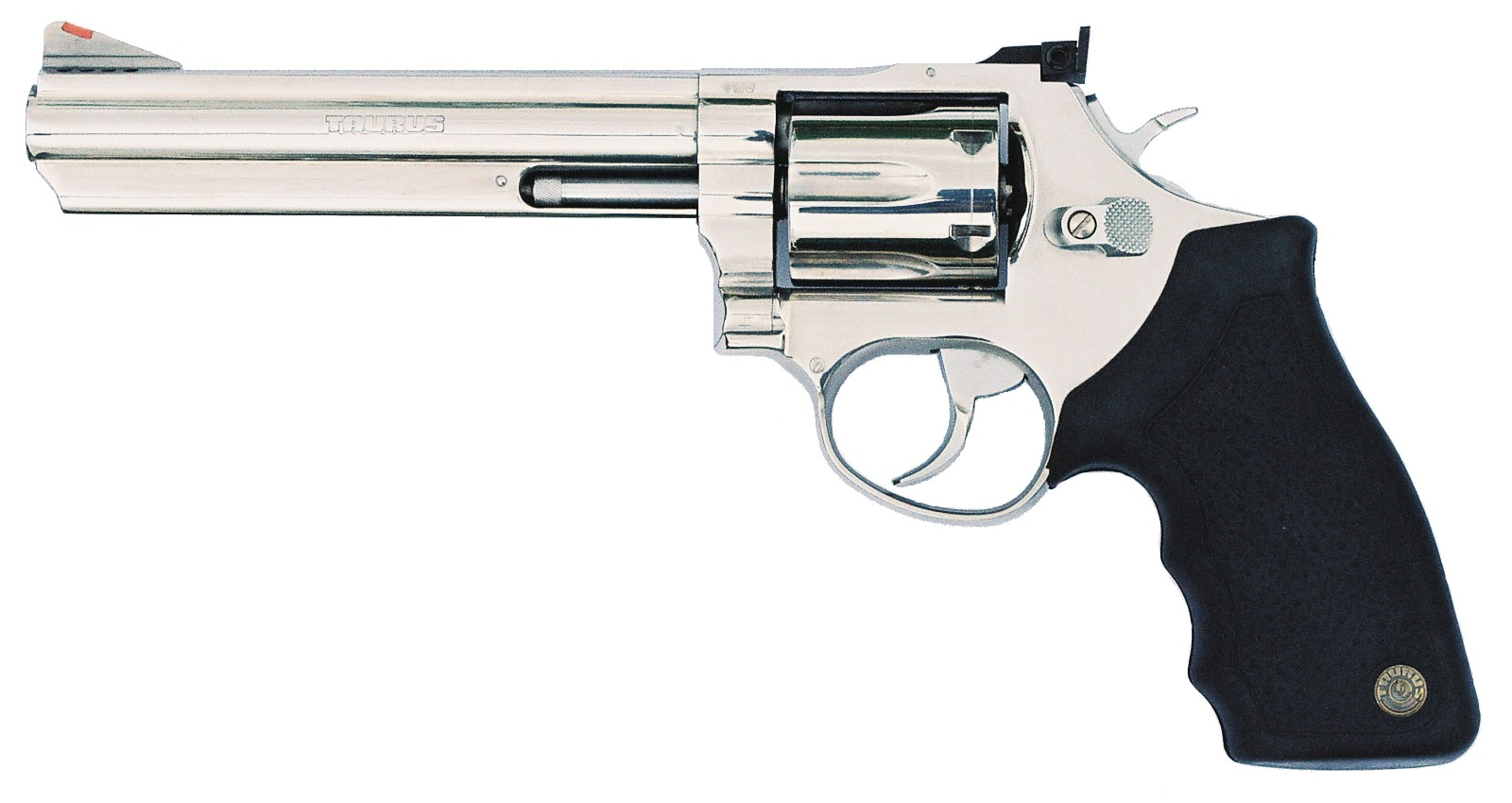
Revólver Taurus 669

- Taurus 731
- Taurus 73
- Taurus 905
- Taurus 94
- Taurus 941

Frame compacto
- Taurus 617
- Taurus 817

Frame médio
- Taurus 82
- Taurus 65
- Taurus 66
- Taurus 669Revólver Taurus 669

Frame grande
- Taurus 608
- Taurus 689
- Taurus 44

Linhas de revólveres
- Taurus JudgeTaurus Judge em calibre 36 (.410)
- Taurus Raging Bull

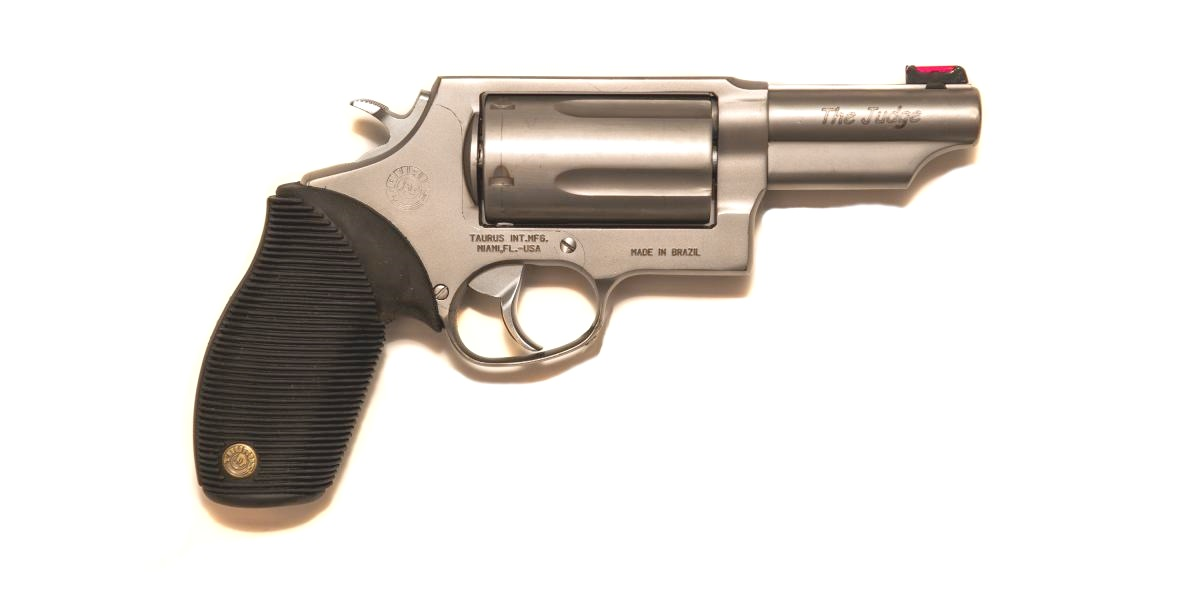
Taurus Judge em calibre 36 (.410)

- Taurus Tracker (modelos 17, 425, 44, 627, 970, 990, 991 e 992)

### Modelos Rossi

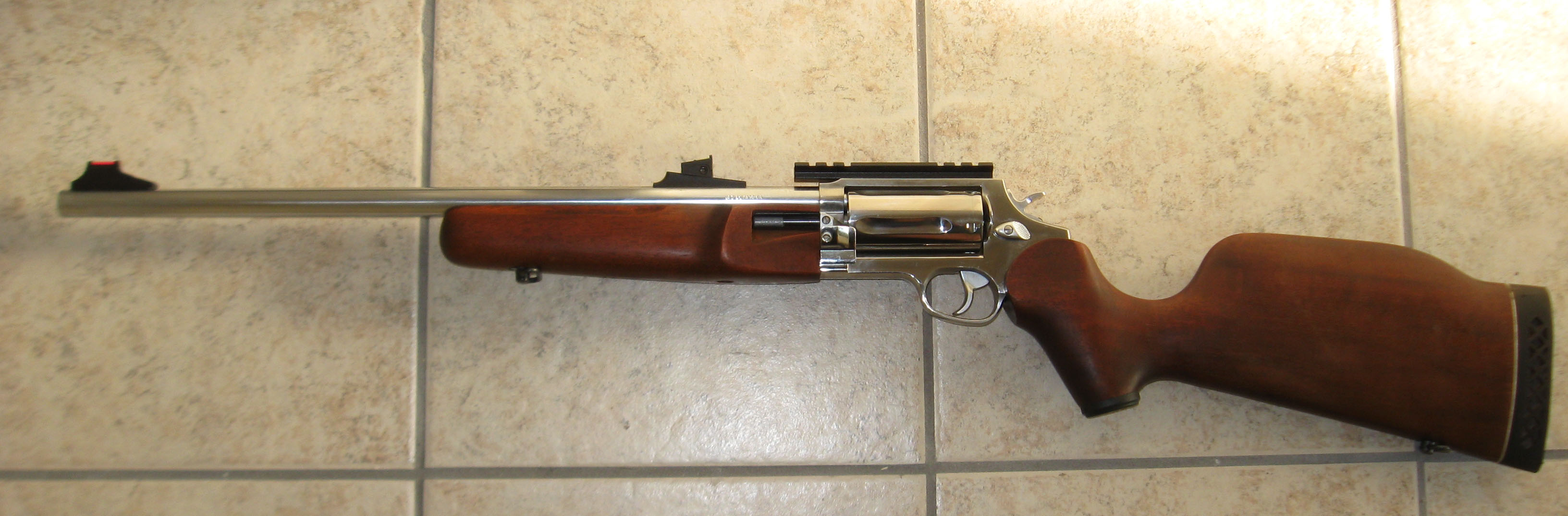
Espingarda Rossi-Taurus Circuit Judge em calibre 36 (.410)

- Rossi 971
- Rossi R46102
- Rossi R35102
- Rossi R85104
- Rossi R46202
- Rossi R35202
- Rossi R97206
- Rossi Circuit Judge (carabina)Espingarda Rossi-Taurus Circuit Judge em calibre 36 (.410)

### Submetralhadoras
- Taurus SRT

### Rifles

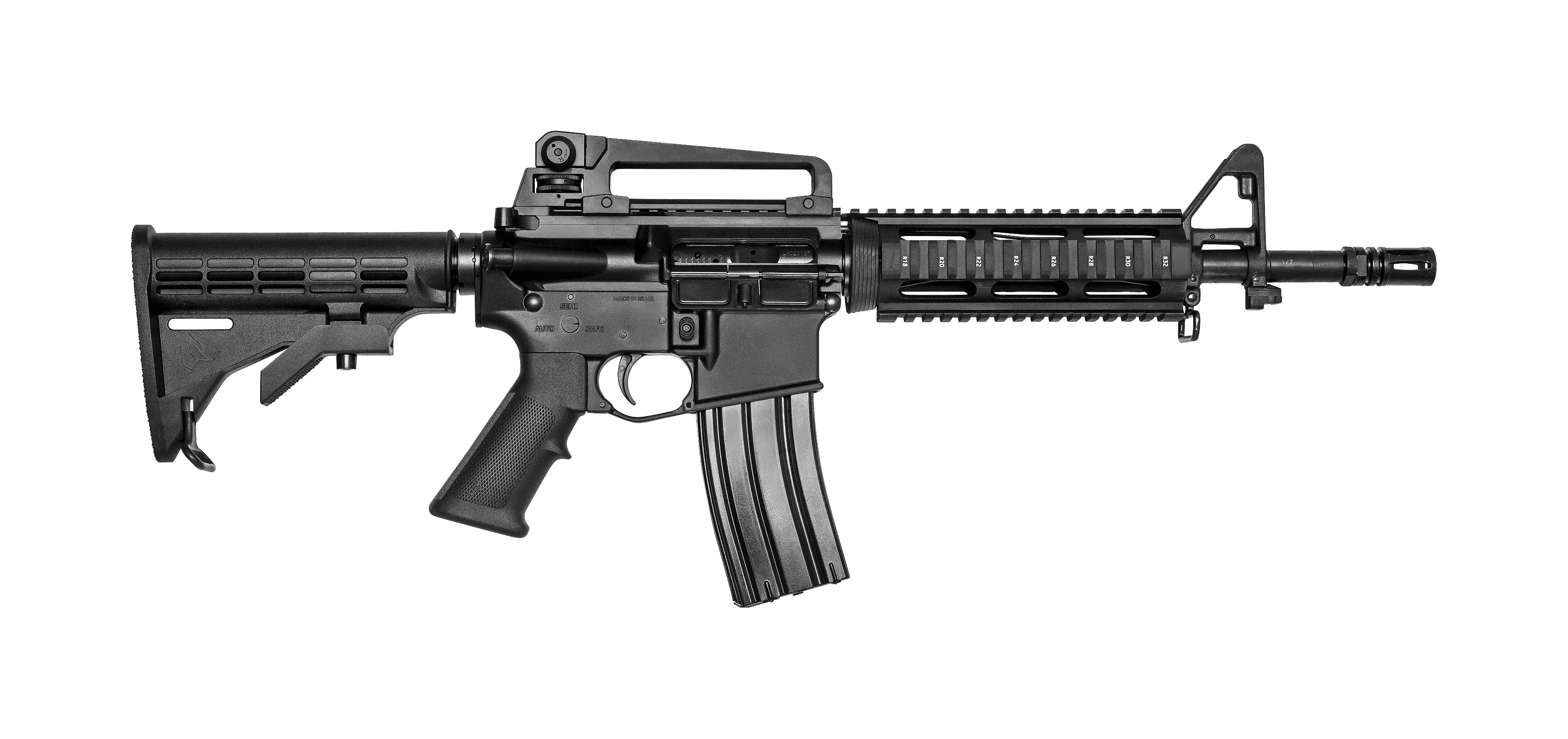
Fuzil de assalto Taurus T4

- Taurus ART556
- Taurus CT G2
- Taurus T4
- Taurus T4SA

## Controvérsias
- Na década de 90, a Taurus teria desenvolvido uma pistola semiautomática nos moldes da Ruger Mark II em calibre .22 Long Rifle com o objetivo de ser uma pistola para atiradores esportivos. Este modelo teria sido apresentado em uma edição da SHOT Show em Las Vegas e anunciado nos catálogos e peças publicitárias da Taurus para o ano seguinte. Porém, supostamente devido a pressão da concorrente Ruger e um possível acordo fechado com a empresa, a Taurus cancelou o projeto e o retirou de todas suas peças publicitárias sem dar maiores explicações.[carece de fontes?]
- Em 2015 nos Estados Unidos, a Taurus convocou um recall de diversos modelos de pistolas fabricados entre 1997 e 2013 devido a falhas identificadas no sistema de trava do armamento, dentre estas armas estavam todos os modelos da série Millennium, a PT 609, PT 640 e PT 24/7.[21] A Taurus foi obrigada pela justiça a pagar 200 dólares como compensação para cada comprador devido as falhas detectadas nas armas, totalizando cerca de 30 milhões de dólares. Os processos que resultaram nesta decisão começaram a surgir após incidentes envolvendo disparos acidentais com armas travadas que resultaram em lesões e mortes de diversos usuários de pistolas Taurus.[22]
- No Brasil, a mesma situação ocorria, desta vez colocando em risco centenas de policiais e agentes de segurança pública que utilizavam armas da Taurus. Os policiais, agentes penitenciários e civis vítimas de acidentes envolvendo armas da Taurus fundaram a associação "Vitimas da Taurus" para entrar com uma ação coletiva contra a fabricante.[23] Em 2016, o Exército chegou a proibir a fabricação das pistolas PT 840 e a PT 24/7 e suas variantes devido aos defeitos de fabricação e de projeto encontrados.[24] Em 2019, a Polícia Militar do Distrito Federal recolheu cerca de 12 mil pistolas PT 24/7 devido as falhas identificadas no sistema de trava de segurança, disparos acidentais e disparos em rajada,[25] a Polícia Militar do Estado de São Paulo também anunciou a substituição de suas pistolas pelos mesmos defeitos, além de sanções contra a Taurus, impedindo-a de vender suas armas para a corporação.[26][27]
- A empresa é conhecida por ser uma das principais patrocinadoras da bancada da bala, uma frente parlamentar composta por deputados e senadores que defendem a flexibilização de leis pró-armamento e fim de políticas desarmamentistas.[28] A Taurus apoiou financeiramente a bancada durante as campanhas no referendo no Brasil em 2005 sobre a proibição da comercialização de armas de fogo e munições,[29] também destinou doações em dinheiro as campanhas de cada parlamentar, além de um suposto lobby em 2017 para livrar a empresa de ser investigada em uma CPI devido a má qualidade de alguns de seus produtos e aos incidentes envolvendo essas armas.[30]
- Durante a campanha presidencial de 2018, a empresa foi duramente criticada pela imprensa e por alguns parlamentares brasileiros devido as polêmicas envolvendo um suposto monopólio no mercado brasileiro de armas de fogo que a empresa possuiria.[31] A empresa também foi criticada pelo então candidato a presidente Jair Bolsonaro e seu filho, Eduardo Bolsonaro, que enalteceram suas concorrentes e defenderam a abertura do mercado brasileiro.[2]